# Fußball-Verbandsliga Niedersachsen (1964 bis 1979)
Die Verbandsliga Niedersachsen war zwischen 1964 und 1979 die zweithöchste Spielklasse im niedersächsischen Männerfußball. Sie war bis 1974 auf der viert- und danach auf der fünfthöchsten Ebene im deutschen Ligensystem angesiedelt.

## Geschichte und Modus
Die Verbandsliga wurde im Jahre 1964 als Unterbau zur Landesliga eingeführt. Der Zuschnitt der vier Staffeln erfolgte streng nach Bezirkszugehörigkeit. So spielten in der Verbandsliga Nord Vereine aus den Bezirken Ostfriesland und Stade, in der Verbandsliga West Vereine aus den Bezirken Oldenburg und Osnabrück, in der Verbandsliga Ost Vereine aus den Bezirken Braunschweig und Heide sowie in der Verbandsliga Süd Vereine aus den Bezirken Hannover und Hildesheim. Jede Verbandsligastaffel spielte grundsätzlich mit 16 Mannschaften.
In den ersten beiden Spielzeiten durften die Verbandsligameister direkt in die Landesliga aufsteigen. Nachdem sich jedoch herausstellte, dass eine Landesliga mit 18 Mannschaften terminlich schwer zu organisieren war, wurde die Landesliga im Jahre 1966 auf 16 Mannschaften verkleinert. Als Folge ermittelten die vier Verbandsligameister in einer Aufstiegsrunde zwei Aufsteiger aus. Von 1973 bis 1975 durften auch die Vizemeister an der Aufstiegsrunde teilnehmen, die dann in zwei Vierergruppen ausgespielt wurde. Den Unterbau zu den Verbandsligen bildeten die acht Bezirksligen, deren Meister in die Verbandsliga aufstiegen. Dementsprechend stiegen aus jeder Verbandsliga in der Regel zwei Mannschaften ab.
Eine Besonderheit stellte die Regelung dar, nach der zwischen zwei Mannschaften des gleichen Vereins mindestens eine Spielklasse Abstand bestehen muss. So durfte 1967 die zweite Amateurmannschaft von Hannover 96 nicht in die Verbandsliga aufsteigen, weil die erste Amateurmannschaft in der Landesliga spielte. Im Jahre 1971 musste die Amateurmannschaft des VfB Oldenburg als amtierender Meister der Verbandsliga Nord zwangsweise in die Bezirksliga absteigen, da die Profimannschaft in die Landesliga abstieg.
Im Jahre 1979 wurde die Verbandsliga abgeschafft. Die Landesliga als höchste niedersächsische Spielklasse wurde in Verbandsliga umbenannt. Neuer Unterbau wurde die zweigleisige Landesliga.

## Die Meister
Fett geschriebene Vereinsnamen kennzeichnen eine Mannschaft, die in die Landesliga aufgestiegen ist.
| Jahr | Nord                       | West                       | Ost                     | Süd                    |
| --- | -------------------------- | -------------------------- | ----------------------- | ---------------------- |
| 1965 | Blau-Weiss Borssum 1       | Eintracht Osnabrück        | Sportfreunde Salzgitter | SuS Northeim           |
| 1966 | Germania Wilhelmshaven 2   | Blau-Weiß Lohne 3          | Wolfenbütteler SV       | Tuspo Holzminden       |
| 1967 | TuS Einswarden             | VfL Osnabrück Am.          | Sportfreunde Salzgitter | Niedersachsen Döhren   |
| 1968 | VfL Oldenburg 4            | Viktoria Georgsmarienhütte | Teutonia Uelzen 5       | OSV Hannover           |
| 1969 | VfL Oldenburg              | Viktoria Georgsmarienhütte | SV Union Salzgitter     | 1. SC Göttingen 05 Am. |
| 1970 | Kickers Emden              | Roland Delmenhorst         | Sportfreunde Salzgitter | SpVgg Preußen Hameln   |
| 1971 | VfB Oldenburg Am. 6        | Germania Papenburg 7       | FC Schöningen 08        | SpVgg Preußen Hameln 8 |
| 1972 | VfL Brake                  | VfL Osnabrück Am.          | TuS Bodenteich          | HSC Hannover           |
| 1973 | VfL Brake                  | TuS Lingen 9               | TSV Helmstedt           | SpVgg Bad Pyrmont      |
| 1974 | 1. FC Osterholz-Scharmbeck | TuS Lingen                 | TSV Helmstedt 10        | SuS Northeim           |
| 1975 | VfL Brake                  | SV Atlas Delmenhorst 11    | FG Winsen/Luhe          | 1. FC Wunstorf         |
| 1976 | 1. FC Osterholz-Scharmbeck | Falke Steinfeld            | TuS Bodenteich          | 1. FC Wunstorf         |
| 1977 | VfL Germania Leer          | SC Twistringen             | MTV Gifhorn             | SVG Göttingen 07       |
| 1978 | TuS Esens                  | Blau-Weiß Lohne            | Lüneburger SK           | TuS Hessisch Oldendorf |
| 1979 | 1. FC Osterholz-Scharmbeck | TuS Syke                   | Germania Walsrode       | SVG Göttingen 07       |
| 1 Borssum gewann das Entscheidungsspiel gegen Germania Papenburg mit 4:2. 2 Wilhelmshaven gewann das Entscheidungsspiel gegen den TSV Ottersberg mit 1:0. 3 Lohne gewann das Entscheidungsspiel gegen die SpVgg Gaste-Hasbergen mit 2:1 n. V. 4 Das Entscheidungsspiel gegen Kickers Emden endete 2:2 n. V.; das Wiederholungsspiel gewann Oldenburg mit 4:2. 5 Uelzen gewann das Entscheidungsspiel gegen den Helmstedter SV mit 2:1. 6 Da die erste Mannschaft des VfB Oldenburg in die Landesliga abstieg musste die Amateurmannschaft in die Bezirksliga zwangsabsteigen. 7 Papenburg gewann das Entscheidungsspiel gegen Viktoria Georgsmarienhütte mit 1:0. 8 Hameln gewann das Entscheidungsspiel gegen den Hannoverschen SC mit 2:0. 9 Vizemeister FC Schüttorf 09 stieg auf. 10 Vizemeister Wolfenbütteler SV stieg ebenfalls auf. 11 Vizemeister BV Cloppenburg stieg ebenfalls auf. |                            |                            |                         |                        |